# Шельтинг, Александр Романович фон
Александр фон Шельтинг (нем. Alexander von Schelting; 14 марта 1894, Одесса, Российская империя — 4 ноября 1963, Монтрё) — австрийский и американский социолог и культуролог, русского происхождения, представитель 6-го поколения рода Шельтингов в России.

## Биография
Александр фон Шельтинг родился 14 марта 1894 года в Одессе в дворянской семье. Отец Александра, Роман Владимирович Шельтинг (1847—1909), служил в Министерстве путей сообщения, был начальником железнодорожной станции Жмеринка.
До начала Первой мировой войны Александр фон Шельтинг учился в Киеве, а затем перешел в Гейдельбергский университет, который окончил в 1922 году со степенью в области экономики, философии, общей политической теории и конституционного права, за диссертацию о Максе Вебере.
Вместе с Эмилем Ледерером и Йозефом Шумпетером был членом редакции известного немецкого социологического журнала «Архив социальной науки и социальной политики» (нем. Archiv für Sozialwissenschaft und Sozialpolitik). Вскоре после защиты в 1933 году диссертации «Пределы социологии знания» (нем. "Die Grenzen der Soziologie des Wissens"}, он эмигрировал в Соединенные Штаты. Там с 1934 года он получал стипендию от Фонда Рокфеллера за исследования в американской социологии. В 1936—1939 годах преподавал в Колумбийском университете в Нью-Йорке. Вместе с Э. Шилз, Т. Парсонсом и М. Хендерсон, он работал над переводом первой части основной работы Макса Вебера «Экономика и общество», опубликованной в 1947 году под названием «The Theory of Social and Economic Organization». В период с 1948 по 1953 год научный сотрудник ЮНЕСКО. По возвращении в Европу, он преподавал социологию в Университете Цюриха.
Его интересы сосредоточены главным образом на методологии социальных наук и, в частности, социологии знания. В своё время в Цюрихе, его интересы были сосредоточены на исследовании русской интеллектуальной истории, что становится понятным в контексте его биографии. Работы Шельтинга были оценены в профессиональной среде только позже.

## Работы
- Die logische Theorie der historischen Kulturwissenschaft von Max Weber und sein Begriff des Idealtypus. In: Archiv für Sozialwissenschaft und Sozialpolitik, Band 49, S. 623–767. (Dissertation)
- Einführung in die Methodenlehre der Nationalökonomie (1925)
- Max Webers Wissenschaftslehre. I.C.B. Mohr, Tübingen, 1934.
- Russland und Europa im russischen Geschichtsdenken. A. Francke, Bern, 1948; Neuausgabe: edition tertium, Ostfildern, 1997; ISBN 3930717417